# Diastratia
La diastratia è una variabile sociolinguistica che dipende dalla condizione sociale dei parlanti: provenienza socioculturale, età, sesso, livello di istruzione. Un esempio di registro basso in lingua italiana è dato dall'uso del pronome ci invece che gli/le/loro (Il bambino piange. Ci devo dare la pappa?).
Gli altri parametri che determinano la variazione linguistica sono:
- la diacronia, in rapporto al tempo;
- la diatopia, in rapporto allo spazio;
- la diamesia, in rapporto al mezzo;
- la diafasia, in rapporto alla situazione.

Diastratia e diatopia sono variabili sociolinguistiche introdotte dal linguista norvegese Leiv Flydal nel 1952 e poi assunte, ridefinite e sistematizzate dal linguista rumeno Eugen Coșeriu, che li integrò con la diafasia. Questi concetti sono mutuati sulla base della diacronia di Ferdinand de Saussure. Il concetto di diamesia è stato invece coniato da Alberto Mioni.